# زياد أبو لبن
زياد محمود أبو لبن (1962-) هو كاتب وناقد وقاص وأستاذ جامعي أردني من أصل فلسطيني، ولد في عين السلطان في أريحا، حصل على دكتوراه في النقد الحديث من الجامعة الأردنية في 2013، وكان رئيس رابطة الكتاب الأردنيين (2015-2017) وهو عضو في أتيليه القاهرة (جماعة الفنانين والكتاب)، وفي الاتحاد العام للأدباء والكتّاب العرب، ونادي الوطن الثقافي، ونادي الرواد الثقافي، وعضو هيئة تحرير مجلة رابطة الكتاب الأردنيين (أوراق).
عمل معلماً في مدارس وزارة التربية والتعليم (1987-1996)، وفي وزارة الثقافة رئيساً لقسم الدراسات (1999-2000)، ورئيسًا لقسم النشر (2003-2006)، ومديرًا لقسم الدراسات والنشر (2006-2009)، ونائبًا لرئيس جمعية النقاد الأردنيين، ومستشاراً في وزارة الثقافة، ومدير عام مركز دراسات القدس في 2019م، وهو محاضر غير متفرغ في عدد من الجامعات الأردنية (منذ 1999 حتى الآن) منها الجامعة الأردنية، جامعة فيلادلفيا، الجامعة العربية المفتوحة، جامعة البترا، وجامعة الزيتونة.

## التعليم
حصل على شهادة البكالوريوس في اللغة العربية وآدابها من جامعة اليرموك في عام 1985، وعلى دبلوم عالٍ في اللغة العربية وآدابها من معهد البحوث والدراسات العربية في القاهرة عام 1990، وعلى ماجستير في اللغة العربية وآدابها من المعهد نفسه عام 1991 وكانت رسالته بعنوان «المونولوج الداخلي عند نجيب محفوظ»، وحصل على شهادة الدكتوراه في النقد الحديث من الجامعة الأردنية في 2013.

## مؤلفاته
صدرت له عدة أعمال منها:

### دراسات
- «المونولوج الداخلي عند نجيب محفوظ» دراسة نقدية، الطبعة الأولى، 1994،[4] (صدرت الطبعة الثانية بعنوان: «اللسان المبلوع دراسة في روايات نجيب محفوظ»، دار اليازوري العلمية.[5]).
- «الأطفال في قصص يوسف أبو ريّة»، دراسة نقدية، 1995.[6]
- «رؤى نقدية في القصة القصيرة»، دراسة نقدية، 2004.
- «رؤى نقدية في الرواية»، دراسة نقدية، 2004.
- «رؤى نقدية في الشعر»، دراسة نقدية، 2004.[7]
- «في قضايا النقد والأدب»، دراسة نقدية، دار ورد للنشر والتوزيع، عمّان - الأردن، 2006.[8]
- «ما بين النقد والأدب»، دراسة نقدية، دار يافا العلمية للنشر والتوزيع، 2007.[9]
- «نقود أدبية (مقالات في النقد والأدب)»، دار الخليج للنشر والتوزيع، 2011.[10]
- «رؤية النص ودلالته»، دار اليازوري العلمية، 2019.
- «كشاف منشورات وزارة الثقافة، 1966 - 2011»، وزارة الثقافة، عمّان، 2013.[11]

### حوارات
- «حوارات مع أدباء من الأردن وفلسطين»، المؤسسة العربية للدراسات والنشر، 1999.[12]
- «حوارات من الداخل» (1)، (حوارات مع الشعراء)، 2006.
- «حوارات من الداخل» (2)، (حوارات مع روائيين وقصاصين)، 2006.

### قصص
- «الحسد»، قصة للأطفال، عمّان، 2003م.
- «وفاء الأصدقاء»، قصة للأطفال، 2003م.
- «غرور»، قصة للأطفال، 2003م.
- «هذيان ميت»، قصص، مطبعة السفير، عمّان، 2006م.[13]
- «أبي والشيخ»، قصص، مطبعة اليازوري، عمّان، 2007م.[14]
- «ذات صباح»، قصص، عمّان، 2018م.

### إعداد وجمع وتحقيق
- «مختارات من شعر نزار قباني»، دار اليازوري العلمية، دروب للنشر والتوزيع، عمّان، 2011، عدد الصفحات:373.[15]
- «مختارات من شعر أحمد مطر»، دروب للنشر والتوزيع، عمّان، 2011، عدد الصفحات:160.[16]
- «مختارات من شعر مظفر النواب»، دروب ثقافية للنشر والتوزيع، عمّان، السلسلة: مختارات من شعر، 2010، عدد الصفحات:359.[17]
- «خليل زقطان: الأعمال الشعرية غير المنشورة»، جمع وتحقيق زياد أبو لبن، دار الكرمل، عمّان، 1995م.[18]
- «عبد الفتاح الكواملة: بين يدي النجديات»، إعداد وتقديم زياد أبو لبن، مطبعة الندى، عمّان، 2003م.
- «فضاء المتخيل ورؤيا النقد: قراءات في شعر عبد الله رضوان ونقده»، إعداد وتقديم زياد أبو لبن، دار اليازوري، عمّان، 2004م.[19]
- «عز الدين المناصرة: غابة الألوان والأصوات»، إعداد وتقديم زياد أبو لبن، دار اليازوري العلمية، عمّان، 2006م. طبعة تونس 2019، دار يافا للبحوث والدراسات والنشر والتوزيع.[20]
- «نديم الملاح: أوراق مطوية»، وزارة الثقافة، عمّان، 2008م.[21]
- «مازن شديد؛ المتأنق المتأني قراءات في شعره وحوارات متفرقة معه»، بدعم من وزارة الثقافة، صناع التغيير، عمّان، 2010م.[22]
- «إبراهيم خليل ناقداً: قراءات وبحوث»، جمع وتحرير زياد أبو لبن، عمّان، 2012م.
- «مرايا الخطاب الإبداعي: قراءات في تجربة محمد صابر عبيد»، دار غيداء، عمّان، 2014م.[23]
- «الحداثة الشعرية عند عز الدين المناصرة»، دار الصايل للنشر والتوزيع، 1900.[24]

### المؤلفات المشتركة
- «عبد الفتاح الكواملة: الأعمال الشعرية غير المنشورة»، جمع وتحقيق زياد أبو لبن، بالاشتراك مع أحمد الكواملة، دار الكرمل، عمّان، 1997م.
- «توفيق السيد: حياته وفنّه»، بالاشتراك مع محمد العامري ومحمد أبو زريق، منشورات وزارة الثقافة، عمّان، 1998م.[25]
- «عبد الرحيم عمر: الشاعر الذي قال شيئاً وارتحل»، بالاشتراك مع عدد من الباحثين، منشورات وزارة الثقافة، عمّان، 1998م.
- «نجيب محفوظ قيصر الرواية العربية، كتاب الصدى 1»، بالاشتراك مع عدد من الباحثين، دار الصدى للصحافة والنشر والتوزيع، دبي، 1999م.
- «شاعرية التاريخ والأمكنة، حوارات مع الشاعر عز الدين المناصرة»، بالاشتراك مع عدد من الباحثين، المؤسسة العربية للدراسات والنشر، بيروت، 2000م.
- «المعالم الثقافية والحضارية في الأردن عبر العصور»، الجزء الثاني، بالاشتراك مع عدد من الباحثين، منشورات وزارة الثقافة، عمّان، 2002م.
- «إشكالية قصيدة النثر: نص مفتوح عابر للأنواع، عز الدين المناصرة»، بالاشتراك مع عدد من الباحثين، المؤسسة العربية للدراسات والنشر، بيروت، 2002م.
- «بساط السؤال: حوارات مع غسان إسماعيل عبد الخالق 1992-2002م»، إعداد وتحرير وتقديم: تيسير النجار، بالاشتراك مع عدد من المحاورين، دار الكرمل، عمّان، 2002م.
- «الأعمال الكاملة: نديم الملاح» (ثلاثة أجزاء)، بالاشتراك مع سمير اليوسف، منشورات وزارة الثقافة، عمّان، 2003–2005م.[26]
- «عبد الحليم عباس: الأعمال الأدبية الكاملة» (جزءان)، بالاشتراك مع الدكتورة منى محيلان، منشورات أمانة عمّان الكبرى، عمّان، 2003–2004م.[27]
- «سليمان الموسى أيامك لن تنسى: شهادات ومقالات»، تحرير: د.بكر خازر المجالي، بالاشتراك مع عدد من الباحثين، وزارة الثقافة، عمّان، 2008م.
- «ذاكرة مدينة.. ذاكرة مثقف»، إعداد: محمد المشايخ، مراجعة وتدقيق:د. زياد أبو لبن، رابطة الكتاب الأردنيين، عمّان، 2014م.